# Рогата ајкула
Рогата ајкула (лат. Heterodontus portusjacksoni) је врста ајкуле из породице Heterodontidae.

## Опис
Дужине је до 2 m, има крупну и затупљену главу са широко раздвојеним ноздрвама које су врло уочљиве. Као и њој сродне врсте, има отровну бодљу на оба леђна пераја што се сматра примитивном карактеристиком, јер су је поседовале и фосилне ајкуле пре 150 милиона година.

## Исхрана
Уста су јој смештена на предњем делу главе, што је необично за ајкуле код којих су уста смештена са доње стране главе. Снабдевена су зубима који су ситни, али ефикасни за хватање и дробљење ракова којима се ова врста храни.

## Ареал
Насељава мора крај јужних обала Аустралије.